# Георг Тупоу V
Гео́рг Тупоу V (Джордж Тупоу V; повністю — Сіаосі Тауфа'ахау Мануматаонго Туку'ахо Тупоу V; 4 травня 1948, Нукуалофа — 18 березня 2012, Гонконг) — король Тонга, син Тауфа'ахау Тупоу IV.

## Біографія
Сіаосі (справжнє ім'я Георга Тупоу V) народився 4 травня 1948 року в королівському палаці в Нукуалофі. Навчався в коледжах імені Тупоу на Тонга, Ньюінгтон у Сіднеї, Кінгс в Окленді та Лейс-Скул у Кембриджі. Закінчив університет в Оксфорді та військову академію в Сендхерсті. У 1969 році повернувся на батьківщину. З 1979 по 1998 рік обіймав посаду міністра закордонних справ Тонги, в цей період він ініціював процес електрифікації та сприяв початку ери мобільних телефонів у країні. Мав значні бізнес-інтереси у Тонзі та за кордоном, обіймав посаду співголови компанії Shoreline Group/Tonfön.
Після смерті батька у вересня 2006 року став королем Тонги під іменем Георг Тупоу V. Він був прибічником демократичних перетворень у країні, обіцяв підняти економіку та провести демократичні реформи. Однак через 2 місяці правління 16 листопада у державі почались стихійні повстання, які призвели до смерті 8 осіб та пограбування мародерами столиці. У результаті цих заворушень Нукуалофа була майже повністю спалена, а туристична інфраструктура була зруйнована. Після цих подій король відклав більше аніж на рік свою коронацію. На початку 2009 року Георг ухвалив рішення про часткове зняття з себе повноважень і передачу їх Законодавчим зборам..
У листопаді 2010 у Тонзі відбулися перші парламентські вибори, що поклали край 165-річному феодальному правлінню.

## Смерть
У 2011 році монарх переніс операцію з пересадки печінки. Крім цього у короля виявили онкологічне захворювання та цукровий діабет. Георг Тупоу V помер від раку в одній з лікарень Гонконгу 12 березня 2012 у віці 63 років. Оскільки Георг Тупоу V не мав синів, спадкоємцем престолу став його молодший брат, кронпринц Тупоутоа Лавака. Після смерті монарха у Тонзі було оголошено стоденну жалобу.

## Цікаві факти
- Георг Тупоу V вирізнявся ексцентричною поведінкою — час від часу він з'являвся на публіці у яскравій військовій формі; також любив їздити по вулицях Нукуалофи у британських кебах.
- Георг Тупоу V був нащадком королівської династії Тупоу, корені якої сягали XVIII ст., коли жителі Тонги ще не вступили у контакт з європейцями.
- Як і його батько, більш ніж 40 років був кронпринцем перед тим, як зайняти престол.
- У Георга Тупоу V залишилась позашлюбна дочка (у 1997 вийшла заміж за офіцера поліції Тонги, має трьох дітей).